# Goddard 2
Goddard 2 fue un cohete construido por Robert H. Goddard basándose en su Goddard 1.
Para continuar las pruebas con cohetes de combustible líquido, Goddard encontró que su primer modelo era demasiado pequeño para introducir mejoras y refinamientos, por lo que se dedicó a construir un cohete 20 veces más grande. Llevó a cabo el trabajo durante 1926, construyendo además una nueva rampa de lanzamiento, e introduciendo como mejoras e innovaciones reguladores de flujo, inyección múltiple de propulsantes en la cámara de combustión, ignición disparada eléctricamente y medición la presión y del empuje del motor. El cohete no llegó a hacer ningún vuelo.